# Capparis sandwichiana
Capparis sandwichiana är en kaprisväxtart som beskrevs av Dc. Capparis sandwichiana ingår i släktet Capparis och familjen kaprisväxter. Inga underarter finns listade i Catalogue of Life.

## Bildgalleri

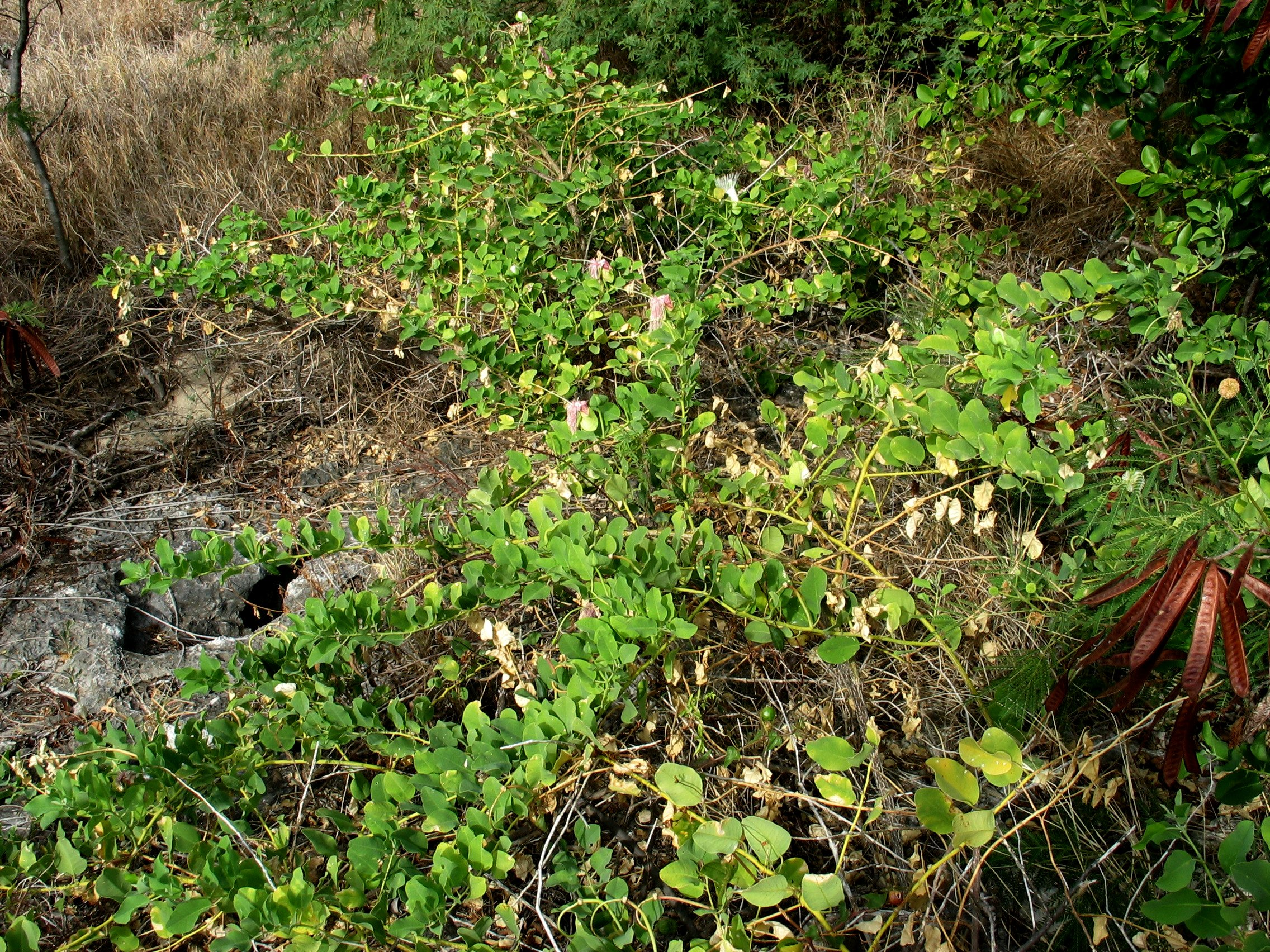
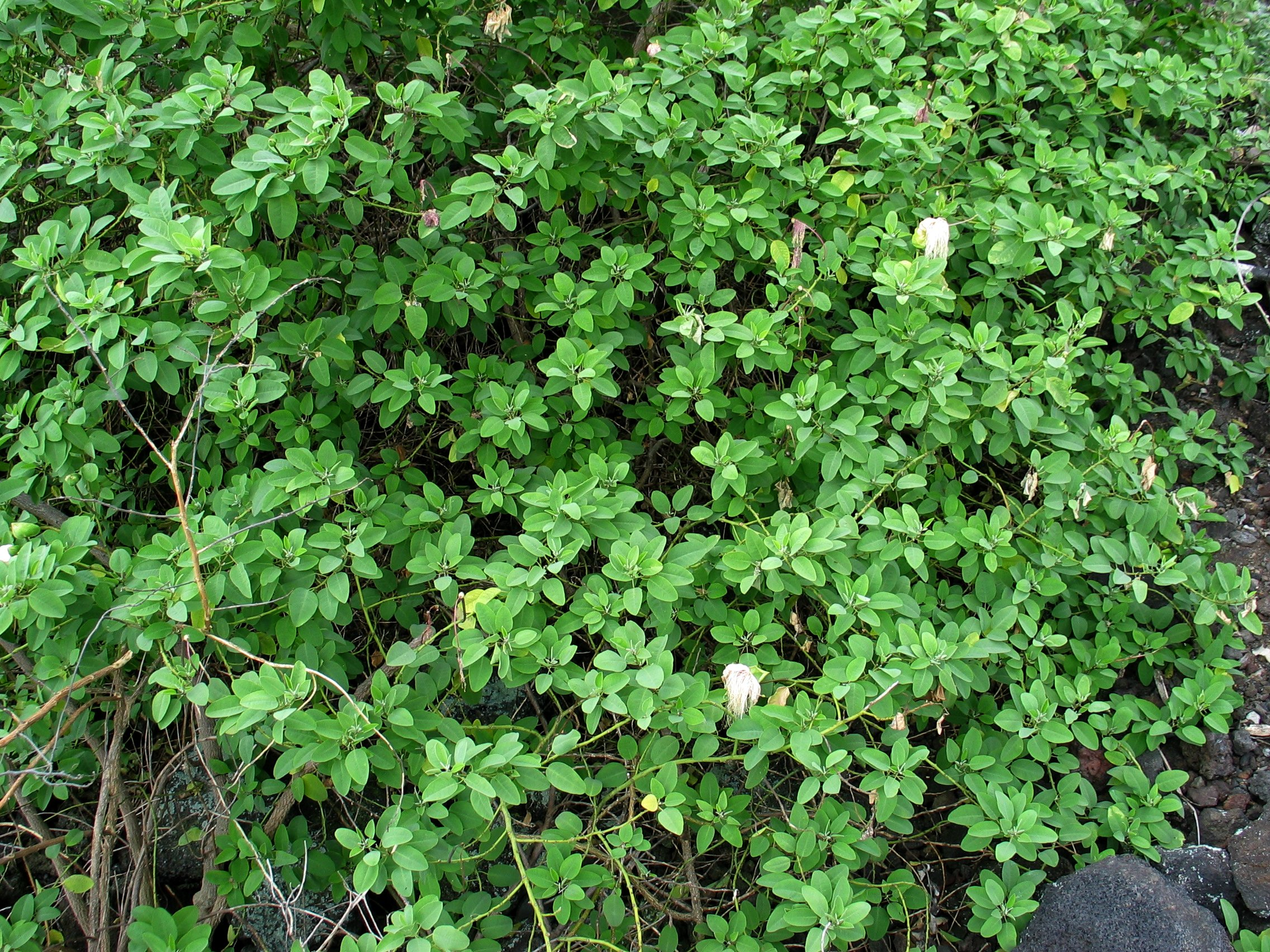
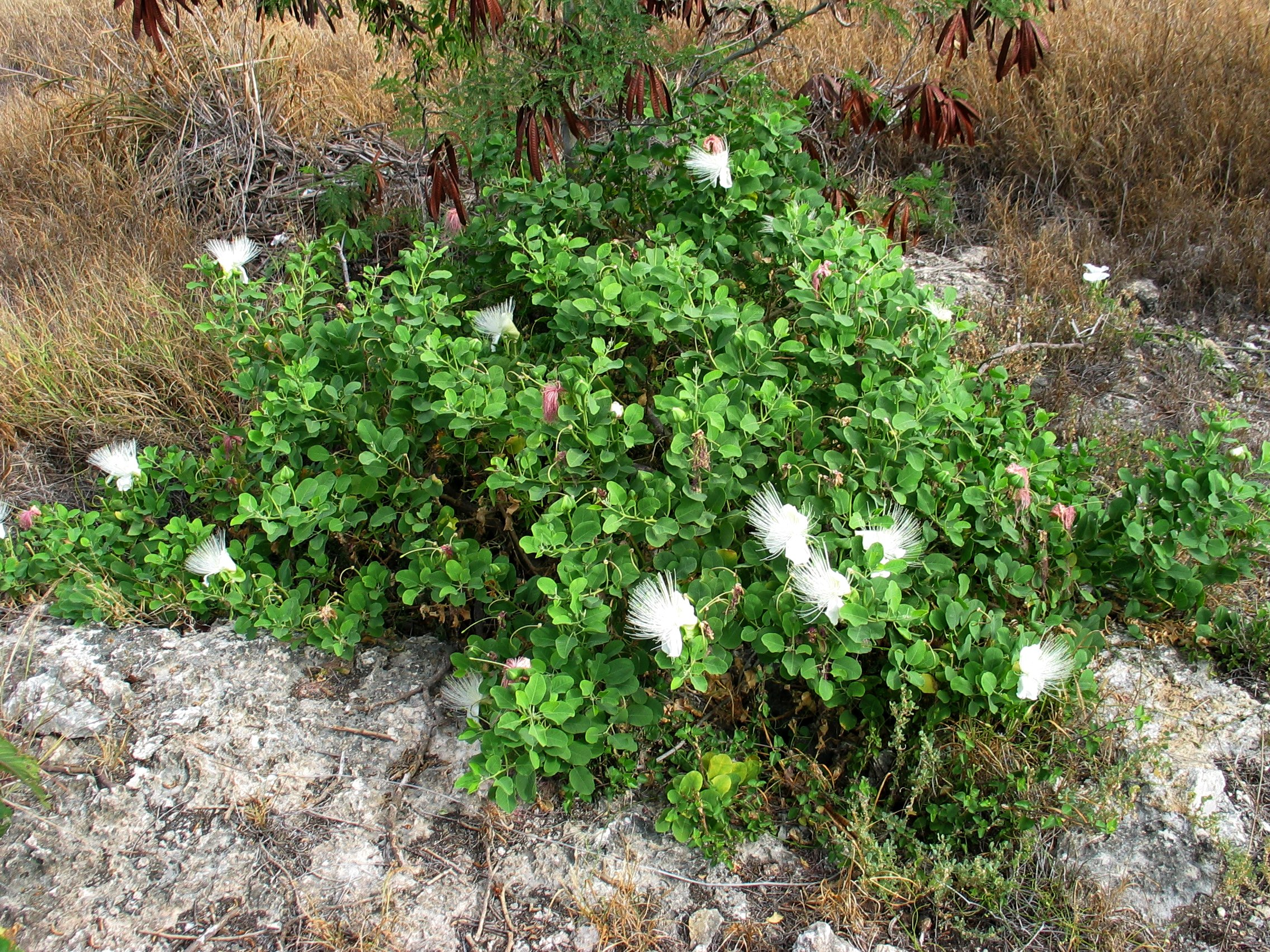
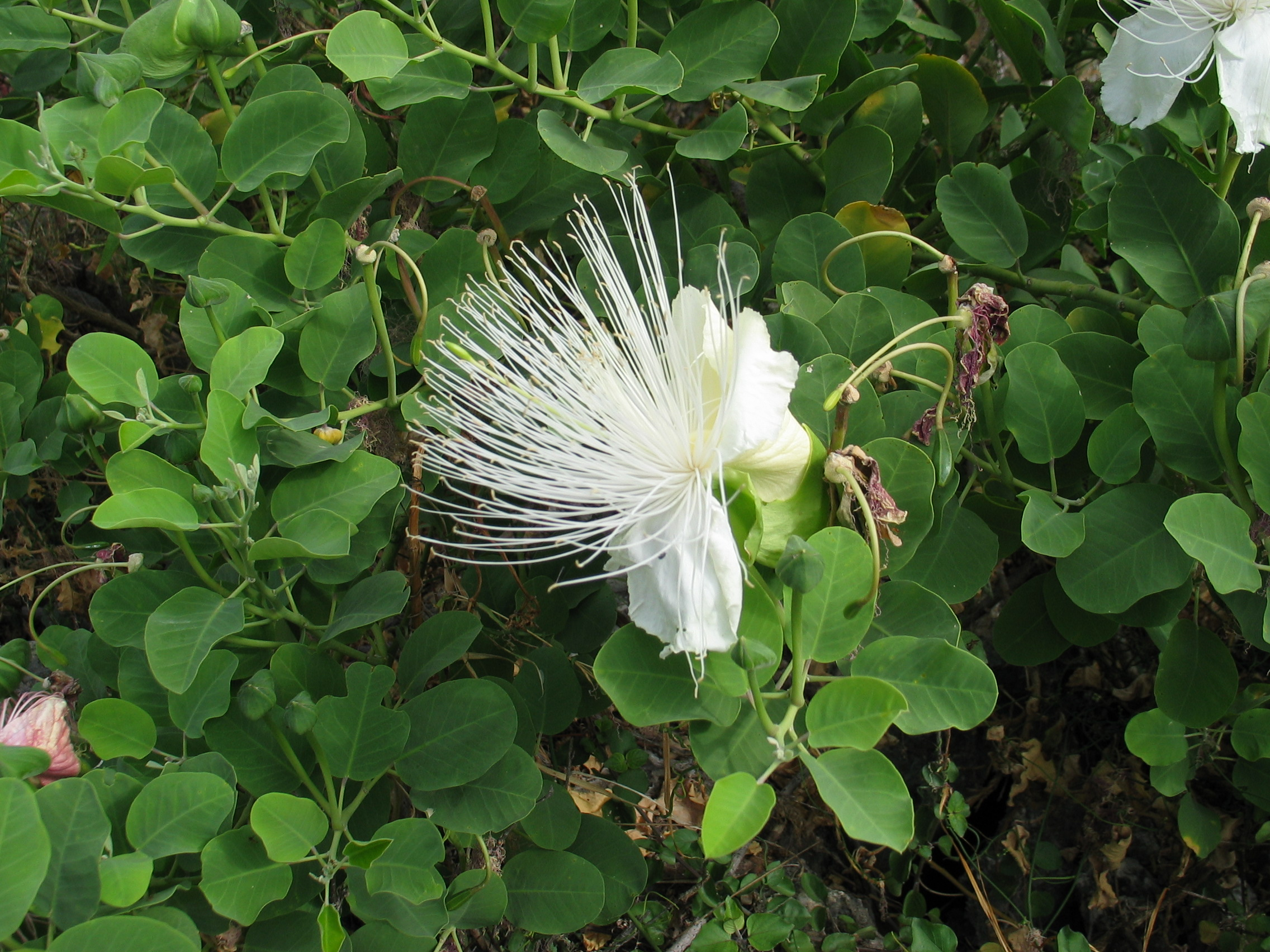
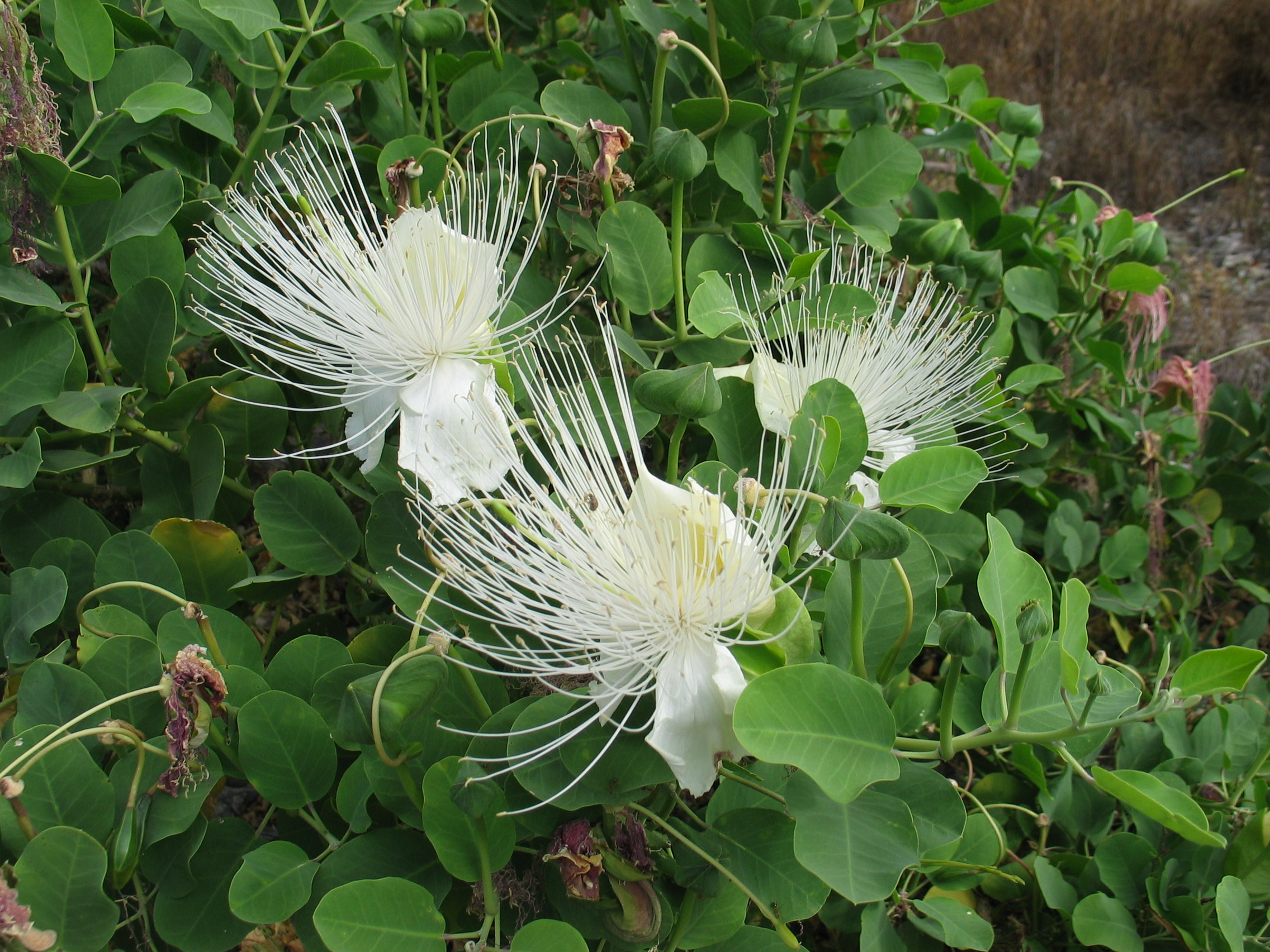
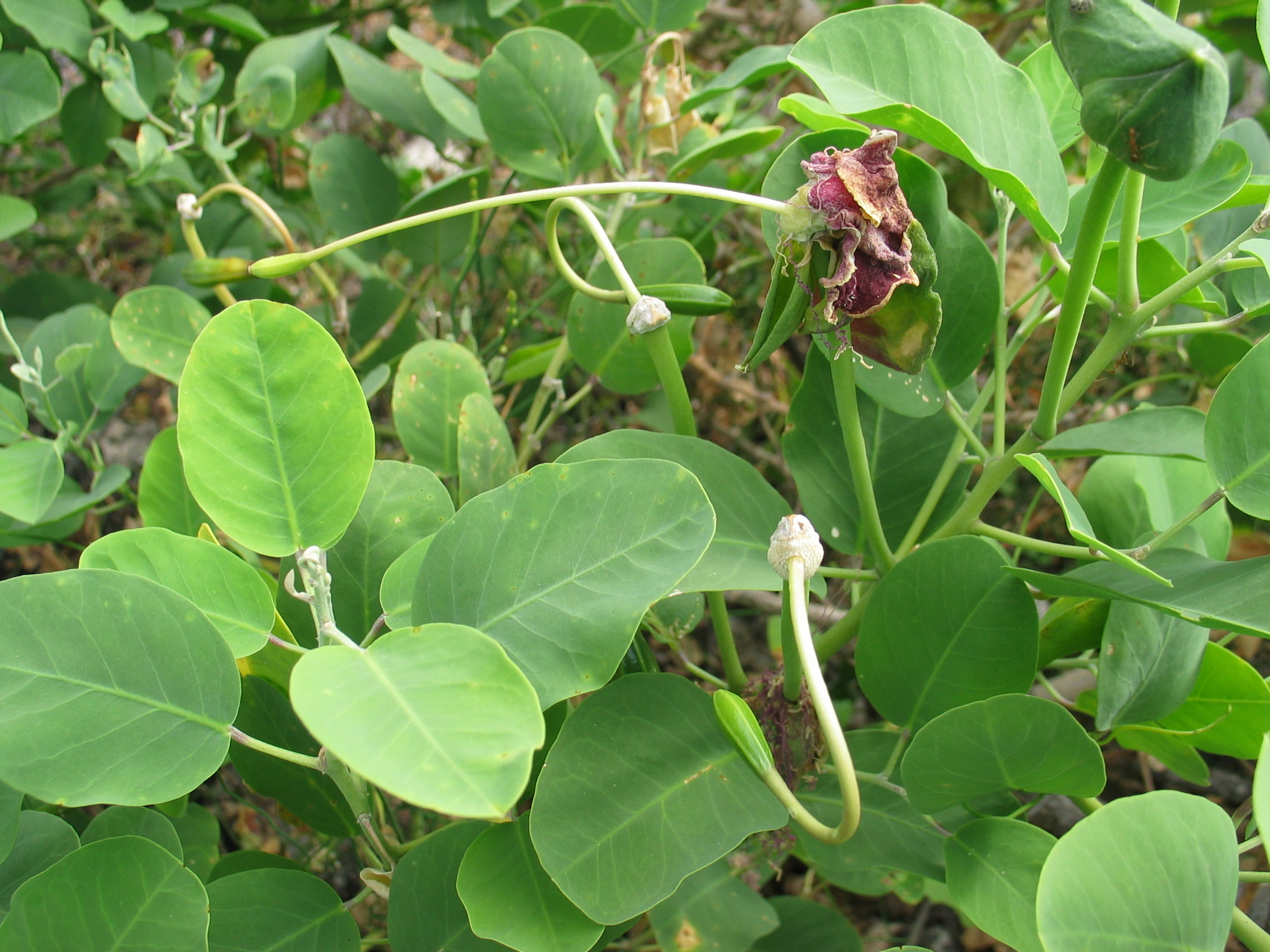